# Spoorlijn München - Regensburg
De spoorlijn München - Regensburg is een spoorlijn tussen de steden München en Regensburg in de Duitse deelstaat Beieren. De lijn is als spoorlijn 5500 onder beheer van DB Netze.

## Geschiedenis
Voor de bouw van de spoorlijn München - Regensburg werd op 12 april 1859 de Königlich privilegirte Actiengesellschaft der bayerischen Ostbahnen opgericht.
Het traject werd in fases geopend:
- 3 november 1858: München - Landshut
- 12 december 1859: Landshut - Regensburg

### Luchthaven München
De aansluiting naar en van Luchthaven München Franz Josef Strauß zal in de toekomst uitgebreider aangesloten worden.

## Treindiensten

### DB
De Deutsche Bahn verzorgt het personenvervoer op dit traject met RE / RB treinen.

#### InterCityExpress
De InterCityExpress, afgekort als ICE, zijn de snelste treinen van spoorwegmaatschappij DB Fernverkehr, onderdeel van Deutsche Bahn AG.

#### Interregio-Express
De Interregio-Express, afgekort als IRE, zijn de treinen van spoorwegmaatschappij DB Fernverkehr, onderdeel van Deutsche Bahn AG.

#### Inter City
De Inter City, afgekort IC verving in 2002 de Inter Regio-treinen van de spoorwegmaatschappij DB Fernverkehr, onderdeel van Deutsche Bahn AG.

### Arriva-Länderbahn-Express

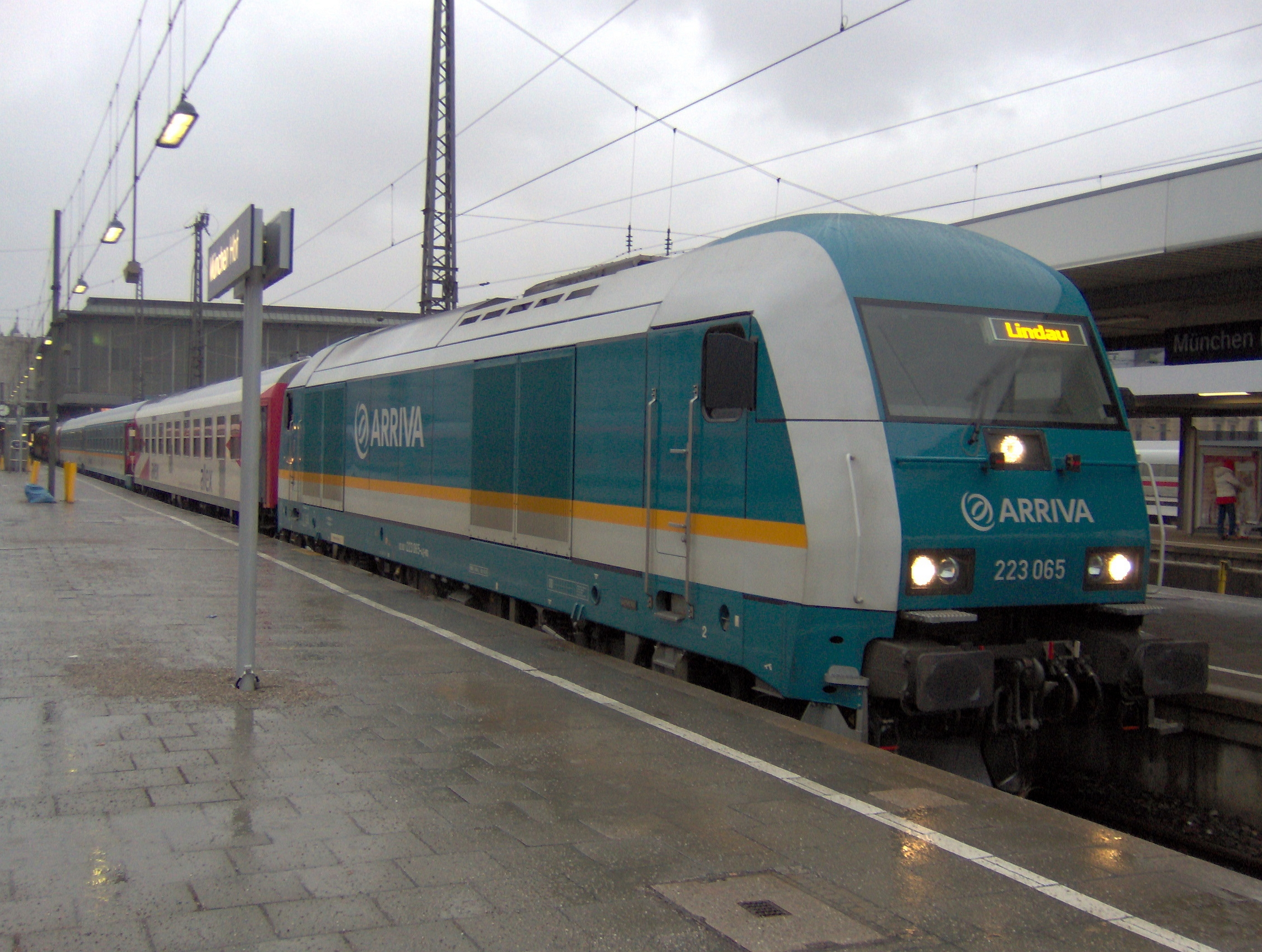
ALEX in München Hauptbahnhof naar Lindau

De Arriva-Länderbahn-Express (afgekort ALEX) zijn vanaf 9 december 2007 een door Arriva bedreven RE trein in Bayern.
De bedrijfsvoering is in handen van de Vogtlandbahn. De Vogtlandbahn is een dochter onderneming van de Länderbahn.
Dagelijks rijden er tien treinen tussen München en Hof. Hiervan gaan vijf treinen door naar Schwandorf en twee treinen rijden verder door naar Praag. De tractie wordt deels verzorgd door elektrische locomotieven van de serie 183, het deel zonder bovenleiding wordt verzorgd door locomotieven van de serie 223. De wagens met restauratie worden verzorgd door Regentalbahn.

### S-Bahn München
De S-Bahn München maakt meestal gebruik van de normale spoorwegen om grote steden te verbinden met andere grote steden of forensengemeenten. De treinen rijden volgens een vaste dienstregeling met een redelijk hoge frequentie.
- S1: Freising / Flughafen München – Flughafen München Besucherpark – Neufahrn – Oberschleißheim - M.-Feldmoching – M.-Moosach – M.-Laim – M.-Donnersbergerbrücke – M-Hbf. – M.-Karlsplatz (Stachus) – M.-Marienplatz – M.-Ostbf.

## Aansluitingen
In de volgende plaatsen was of is er een aansluiting van de volgende spoorlijnen:

### München Hbf
- Maximiliansbahn, spoorlijn tussen Ulm en München
- Allgäubahn, spoorlijn tussen Buchloe en Lindau
- Isartalbahn, spoorlijn tussen München-Isartalbahnhof (gelegen in Sendling) en Bichl
- München - Garmisch-Partenkirchen, spoorlijn tussen München en Garmisch-Partenkirchen
- München-Pasing - Herrsching, spoorlijn tussen München-Pasing en Herrsching
- München - Nürnberg, spoorlijn tussen München en Nürnberg
- München - Mühldorf, spoorlijn tussen München en Mühldorf
- München - Flughafen, spoorlijn tussen München en Flughafen München Franz Josef Strauß
- München - Rosenheim, spoorlijn tussen München en Rosenheim
- München - Lenggries, spoorlijn tussen München en Lenggries
- München - Flughafen München Franz Josef Strauß, S-Bahn tussen München Hbf en luchthaven München Franz Josef Strauß
- U-Bahn München (MVG), metro München
- Straßenbahn München (MVG), stadstram München

### München Moosach
- München - luchthaven München Franz Josef Strauß S-Bahn tussen München Hbf en luchthaven München Franz Josef Strauß
- Münchner Nordring goederen spoorlijn aan de noordzijde van München
- U-Bahn München (MVG) metro München
- Straßenbahn München (MVG) stadstram München

### Feldmoching
- Münchner Nordring goederen spoorlijn aan de noordzijde van München

### Lohhof
- Industrie spoor naar Garching-Hochbrück

### Neufahrn (b Freising)
- München - Flughafen München Franz Josef Strauß S-Bahn tussen München Hbf en luchthaven München Franz Josef Strauß

### Langenbach (Oberbayern)
- Hallertauer Lokalbahn spoorlijn tussen Freising en Rohrbach a.d. Ilm / Mainburg

### Landshut (Bayern) Hbf
- Landshut - Rottenburg spoorlijn tussen Landshut en Rottenburg
- Neumarkt-Sankt-Veit - Landshut spoorlijn tussen Neumarkt-Sankt-Veit en Landshut
- Landshut - Plattling spoorlijn tussen Landshut en Plattling

### Neufahrn (Niederbayern)
- Neufahrn - Radldorf spoorlijn tussen Neufahrn en Radldorf

### Eggmühl
- Eggmühl - Langquaid spoorlijn tussen Eggmühl en Langquaid

### Regensburg
- Donautalbahn, spoorlijn tussen Regensburg en Ulm
- Nürnberg - Regensburg, spoorlijn tussen Nürnberg en Regensburg
- Regensburg - Passau, spoorlijn tussen Regensburg en Passau
- Regensburg - Hof, spoorlijn tussen Regensburg en Hof
- Regensburg - Falkenstein, spoorlijn tussen Regensburg en Falkenstein (Oberpf.)
- haven spoor Regensburg

## Elektrische tractie
Het traject werd door de Deutsche Reichsbahn Gesellschaft in fases geëlektrificeerd met een spanning van 15.000 volt 16 2/3 Hz wisselstroom:
- 28 september 1925: München - Freising
- 3 oktober 1925: Freising - Landshut
- 1 oktober 1926: Landshut - Neufahrn (Ndb)
- 10 mei 1927: Neufahrn (Ndb) - Regensburg